# Jeffers Egan
Jeffers Egan (* 1974 in New York City) ist ein US-amerikanischer Medienkünstler.
Egan studierte ab 1997 auf der BFA University of Wisconsin–Madison und 1998 im MFA Program Artcenter College of Design in Pasadena (Kalifornien) Mediendesign. Er arbeitet für diverse Musiker und Künstler wie den Techno-Musiker Jake Mandell, mit dem er für das Projekt Slither zusammenarbeitete, und gestaltet Visuals und Musikvideos. Seine Werke werden in diversen Museen ausgestellt wie im Museum of Digital Arts in Austin. 

## Auszeichnungen und Nominierungen (Auszug)
- 2002: Slither – Musikwoche: DVD der Woche
- 2002: Slither – Nominierung für den Popkomm-Award Best Surround Production
- 2002: Slither – Nominierung für den Hal-Award, im Rahmen der D-Motion-Konferenz und dem Festival für Interaktive Medien in Halle
- 2003: Bati Dominance – Nominierung für den backup.award im Rahmen des Backup-Festivals der neuen Medien in Weimar